# Wiflingshausen
Wiflingshausen ist ein Stadtteil von Esslingen am Neckar im Nordosten der Stadt.
Wiflingshausen wurde erstmals um 1280 als Weiler erwähnt. Der Ortsname ist vom Personennamen Wüfling (Wolf) abgeleitet. Die Bevölkerung ist in den letzten Jahrzehnten in diesem Stadtteil stark gewachsen.

## Politik
Der Ansprechpartner für die Belange des Stadtteils für die Stadtverwaltung und den Gemeinderat von Esslingen ist der Bürgerausschuss St. Bernhard, Kennenburg, Wiflingshausen. Auf der Stadtteilebene gestaltet der Bürgerausschuss das kommunale Leben mit. Er ist Mitglied der Arbeitsgemeinschaft der Bürgerausschüsse, diese besteht zum Erfahrungsaustausch und zur Koordination der einzelnen Bürgerausschüsse der Stadt.
Grundlage für die Arbeitsweise und den Aufbau des Bürgerausschusses und der Arbeitsgemeinschaft ist der von der Arbeitsgemeinschaft am 21. Februar 1991 beschlossene Status.
Als Grundlage für die Zusammenarbeit zwischen dem Bürgerausschuss, dem Gemeinderat und der Verwaltung wurde eine Vereinbarung getroffen. Diese wurde von der Arbeitsgemeinschaft am 17. Juli 1990 gebilligt und vom Gemeinderat am 10. Dezember 1990 genehmigt. Im Juni 2000 wurde sowohl der Status als auch die Vereinbarung redaktionell überarbeitet.
In der öffentlichen Bürgerversammlung, die die Stadt Esslingen am 18. Juli 2019 in der Sängerkranzgaststätte in St. Bernhardt durchführte, wurde der Bürgerausschuss St. Bernhardt, Kennenburg, Wiflingshausen für drei Jahre gewählt.

## Sehenswürdigkeiten
An der Römerstraße 16 steht das Dulkhäusle, mutmaßlich die älteste sozialdemokratische Erinnerungsstätte in Deutschland. Die hölzerne Schutzhütte mit rotem Ziegelwalmdach wurde im 19. Jahrhundert erbaut. Sie diente von 1880 bis 1884 Albert Dulk als Rückzugsort. Nach Dulks Tod stifteten württembergische Sozialdemokraten und Freidenker ein Hochrelief mit seinem Porträt, geschmückt mit einem bronzenen Lorbeerkranz und zwei Inschriftentafeln, gefasst in einem profilierten Rahmen im Stil der Neorenaissance. Erhalten hat sich nur die Büste, die aus der Werkstatt von Adolf von Donndorf stammt. Das Dulkhäusle wurde wegen Baufälligkeit 2011 abgetragen und anschließend neu aufgebaut. Im Jahre 1966 wurde die „Steile Gasse“ auf Initiative des in Wiflingshausen wohnenden, kulturkonservativen Philosophen Kurt Port in Dulkweg umbenannt.

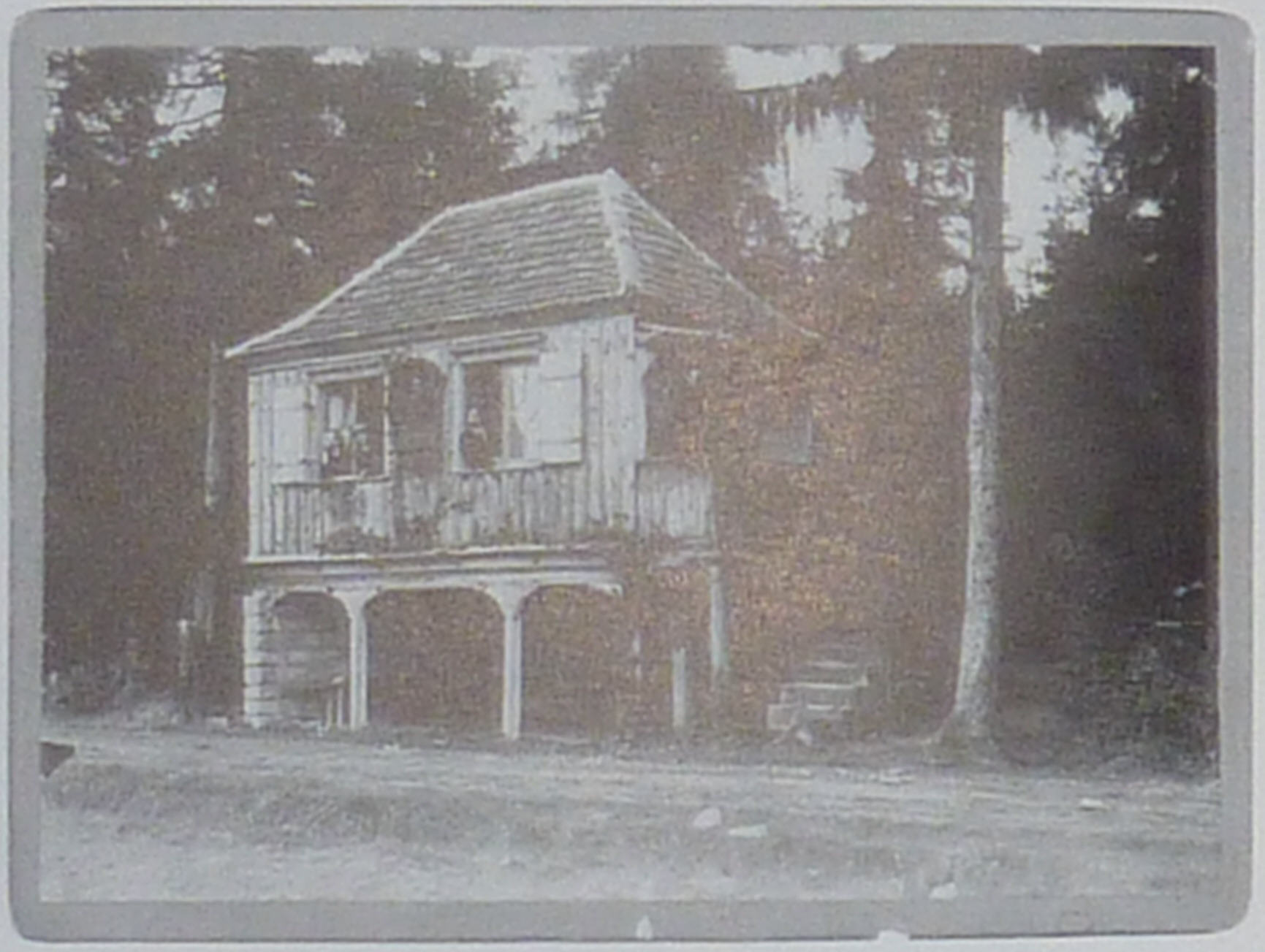
Das Dulkhäusle im Jahr 1893 …
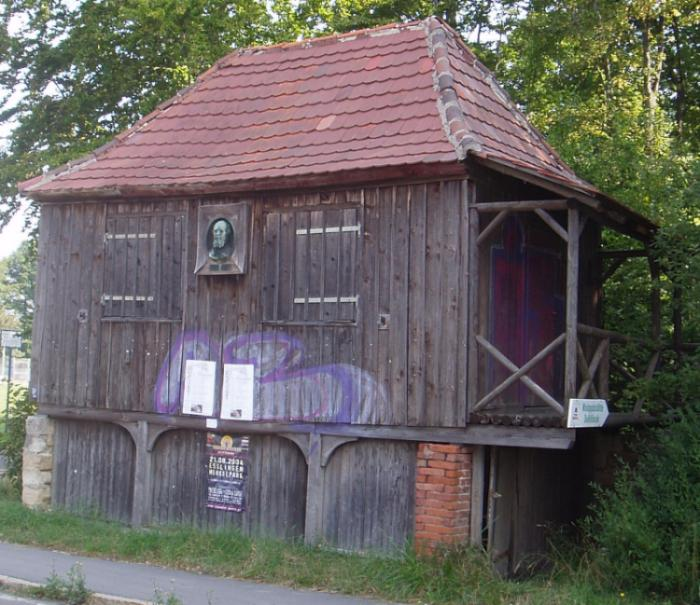
… und 2004 …
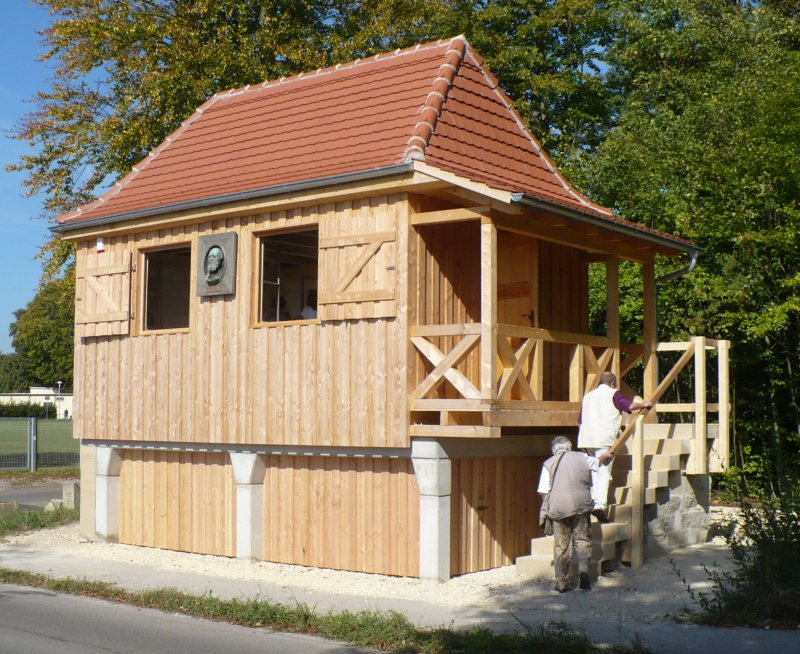
… sowie der neue Nachbau im September 2011